# Klimaszewnica
Klimaszewnica – wieś w Polsce położona w województwie podlaskim, w powiecie grajewskim, w gminie Radziłów.
Prywatna wieś szlachecka  położona była w drugiej połowie XVI wieku w powiecie radziłowskim ziemi wiskiej województwa mazowieckiego.
W latach 1954–1959 wieś należała i była siedzibą władz gromady Klimaszewnica, po jej likwidacji należała do gromady Białaszewo. W latach 1975–1998 miejscowość administracyjnie należała do województwa łomżyńskiego.
Przez miejscowość przebiega droga wojewódzka nr 668.
Z nazwy tej miejscowości wywodzi się nazwisko rodowe Klimaszewski.

## Urodzeni w Klimaszewnicy
- Bronisław Karwowski – polski żołnierz podziemia niepodległościowego w czasie II wojny światowej oraz powojennego podziemia antykomunistycznego, major WP w stanie spoczynku, działacz kombatancki, wieloletni członek Rady Naczelnej Związku Żołnierzy Narodowych Sił Zbrojnych[8].